# Давидсен, Никлас
Ни́клас Да́видсен (фар. Niclas Davidsen; род. 5 октября 1954 года в Тофтире, Фарерские острова) — бывший фарерский футболист, судья и функционер. В 1982—2007 и 2014—2018 годах был президентом клуба «Б68». Младший брат футболиста Хануса Давидсена.

## Биография
Никлас начал играть за тофтирский «Б68» ещё во время выступления этого клуба в низших фарерских дивизионах. В сезоне-1979 он был частью команды, которая впервые в своей истории добралась до четвертьфинала кубка Фарерских островов, где уступила «КИ» из Клаксвуйка. В 1980 году Никлас со своей командой выиграл первый дивизион. В том же году он дебютировал в роли главного арбитра от клуба «Б68», отсудив игру высшей лиги «КИ» — «ИФ». В сезоне-1981 он потерял место в составе тофтирского коллектива, сыграв только в 1 матче высшего дивизиона Фарерских островов против клуба «ИФ».
В 1982 году он завершил свои выступления и стал 11-м президентом «Б68». Однако в сезоне-1983 Никлас возобновил карьеру футболиста из-за нехватки игроков в составе тофтирцев и принял участие в 2 матчах фарерского первенства, после чего закончил выступления насовсем. Он был президентом «Б68» на протяжении 25 лет: за это время команда трижды становилась чемпионом Фарерских островов и 5 раз выходила в еврокубковые турниры. В 2007 году Никлас покинул «Б68» и вошёл в исполнительный комитет федерации футбола Фарерских островов, а новым президентом клуба стал Йегван Хёйгор. 7 лет спустя он вернулся на пост президента тофтирского коллектива. 8 марта 2018 года Никлас сложил свои полномочия, передав бразды правления клубом Йоуханнусу М. Ольсену.
Помимо футбола, Никлас занимался и другой деятельностью. В 1989—2018 годах он работал пожарным в Тофтирском управлении по противодействию чрезвычайным ситуациям. Никлас также входил в школьный совет Тофтира. В настоящее время он является членом совета коммуны Нес. Никлас был одним из инициаторов и кураторов строительства Eysturoyartunnilin — автомобильного туннеля, соединяющего остров Стреймой с островом Эстурой.

## Достижения
«Б68»
- Победитель первого дивизиона (1): 1980